# Neue Deutsche Härte

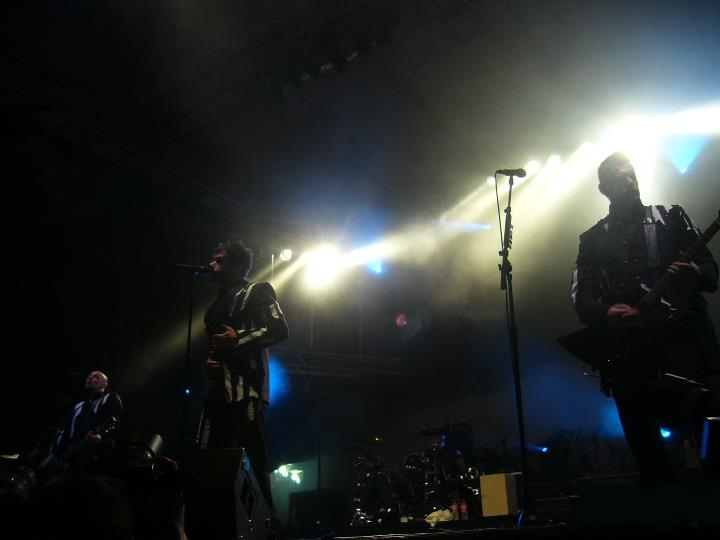
Oomph!, la banda iniciadora del gènere.

La Neue Deutsche Härte, en català "nova duresa alemanya", i sovint abreujat a NDH, és un moviment musical sorgit a Alemanya als anys 90, i posteriorment expandit per la resta d'Europa. Se la sol considerar com un subgènere del metal industrial, però no està associada a cap moviment juvenil concret (encara que potser és més seguida pels aficionats a la música metal). El nom del moviment fa referència al moviment cultural també alemany dels anys 70, la Neue Deutsche Welle.

## Orígens musicals i estil
Generalment se sol considerar el metal industrial com l'origen del gènere, i la banda Oomph! com la seva iniciadora. Això no obstant, la Neue Deutsche Härte sol incorporar a les seves composicions un ritme més marcat i ballable que el de les bandes industrials nord-americanes, junt amb uns registres vocals més greus i una major duresa en els riffs de guitarra. Tot açò, unit a la gran popularitat del gènere, sobretot a Europa, ha fet que a voltes se l'anomene Tanzmetall (en català "metal de dansa"), nom popularitzat per la banda Rammstein. A més, els músics de Neue Deustsche Härte solen cantar en alemany en comptes d'anglès, encara que alguns com Rammstein tradueixen les seves lletres per a fer-les accessibles al públic anglosaxó.

## Popularitat i expansió
La Neue Deutsche Härte compta amb una gran popularitat al seu país natal, i prompte es va expandir arreu de tot Europa, en especial pel nord, on no és difícil escoltar aquesta classe de música a les discoteques i pubs alternatius. Els encarregats de popularitzar el gènere van ser els alemanys Rammstein, però també hi van col·laborar altres bandes com els seus iniciadors, Oomph!, el tema Augen auf! dels quals va ser bastant conegut durant llarg temps. Al sud d'Europa i la resta del món el Tanzmetall no és tan popular, en certa manera a causa de l'idioma i l'estil musical dur que no agrada massa als països mediterranis.

## Bandes de Neue Deutsche Härte
- ASP
- Bettelprinz
- b.o.s.c.h.
- Butzemann
- Dark Diamonds
- Dein Feuer
- Dementi
- Der Bote
- Die Allergie
- Die Apokalyptischen Reiter
- Die Vorboten
- die!
- Dossche
- Eisbrecher
- Eisenherz
- Eisheilig
- Erzwerk
- Etwas Dein
- Exfeind
- Extramensch
- Fleischmann
- Frau Falter
- Haertefall
- Hämatom
- Hammerschmitt
- Hanzel und Gretyl
- Heldmaschine
- Herren
- Hertzton
- Herzbruch
- Herzer
- Herzparasit
- In Extremo
- In Viro
- Joachim Witt
- Kind Tot
- Knorkator
- Krankheit
- L'Âme Immortelle
- Leichenwetter
- Letzte Instanz
- Maerzfeld
- Megaherz
- Menschenwahn
- Niederschlag
- nulldB
- Omega Lithium
- Oomph!
- Ost+Front
- Peragon
- Projekt Mensch
- Pronther
- Rammstein
- Rinderwahnsinn
- Ruoska
- Samsas Traum
- Schacht
- Scherbentanz
- Schlafes Bruder
- Schlagwerk
- Schock
- Schockraum
- Schwarzer Engel
- Schweisser
- Seelenzorn
- Silberschauer
- Stahlhammer
- Stahlmann
- Stark Treiben
- Stimmkraft
- Stoneman
- Subway to Sally
- Tanzwut
- Treibhaus
- Üebermutter
- Umbra et Imago
- Unheilig
- Untoten
- Von Den Ketten
- Weissglut
- Weto